# Venatrix furcillata
Venatrix furcillata là một loài nhện trong họ Lycosidae.
Loài này thuộc chi Venatrix. Venatrix furcillata được Ludwig Carl Christian Koch miêu tả năm 1867.